# Hesperocorixa michiganensis
Hesperocorixa michiganensis är en insektsart som först beskrevs av Hungerford 1926.  Hesperocorixa michiganensis ingår i släktet Hesperocorixa och familjen buksimmare. Inga underarter finns listade i Catalogue of Life.